# ACMA
ACMA is een historisch Frans merk van scooters en transportscooters.

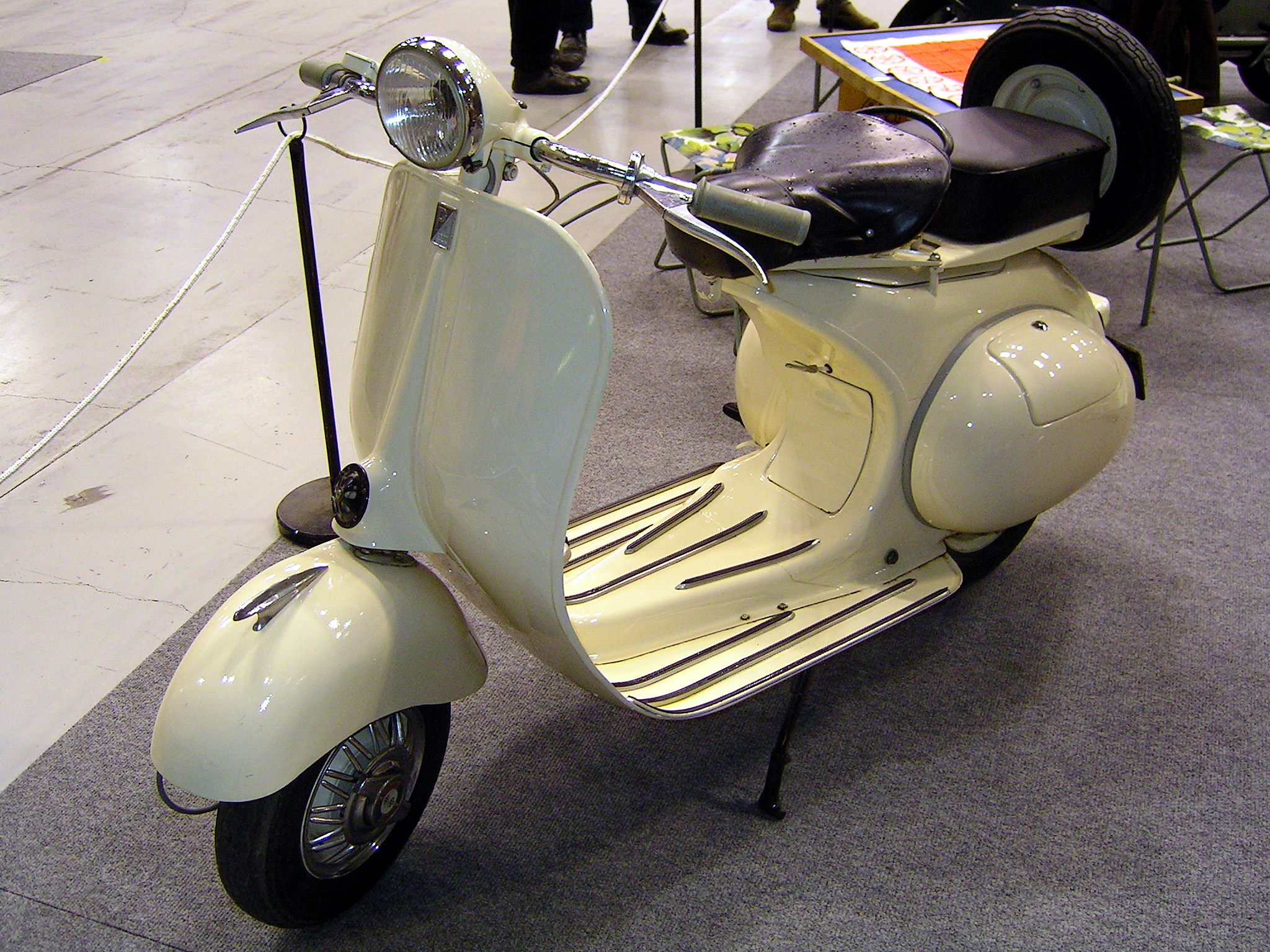
Vespa 125 cc, vervaardigd door ACMA

De bedrijfsnaam was: Ateliers de Constructions de Motorcycles et Accessoires, Fourchambault.
Dit was een motorfietsmerk dat in 1949 werd opgericht maar pas vanaf 1951 onder licentie 123-, 147- en 173cc-Vespa-scooters samenstelde.
Vanaf 1953 werd hier ook de Trivespa transportscooter gemaakt. De fabriek stond in Fourchambault, het kantoor in Parijs. De productie van scooters eindigde in 1962.
Men produceerde ook de Vespa 400.